# 鉱山法 (ボヘミア王国)
鉱山法 (ラテン語: Ius regale montanorum イウス・レガーレ・モンタノールム) は、13世紀から14世紀にかけて中世ボヘミア王国で制定された法律。ヨーロッパ最古の鉱業法の一つである。様々な文献の中で言及されているが、原文は現存していない。
1298年に銀が発見されたクトナー・ホラはヨーロッパ史上最も豊かな銀山の一つとなり、1300年から1340年の間には毎年20トンもの銀が採掘された。クトナー・ホラには鉱夫と技術者以外に利潤を求める商人や職人も集まり、13世紀当時のクトナー・ホラで採掘された銀は、ヨーロッパで産出された銀のうちおよそ3分の1を占めていた。銀山を国有化したヴァーツラフ2世が1300年に定めたこの鉱山法は、銀山管理の上での技術的問題や運営上の問題に特化した法律であった。